# Alain II de Rohan
Pour les articles homonymes, voir Alain de Rohan, Alain et Rohan.
Alain II de Rohan (mort après 1168), fils d'Alain Ier de Rohan, fut vicomte de Rohan et de Castelnoec.

## Biographie
Alain II de Rohan, fils d'Alain Ier de Rohan, attesté en 1164, fut vicomte de Rohan et de Castennec-en-Bieuzy. Il est le père d'Alain III de Rohan.

## Armoiries
| Blason | Blasonnement : De gueules à neuf macles d'or, posées 3, 3, 3. |